# Terra Jole
Terra Jolé Odmark (* 25. Mai 1980 in Comal County, Texas) ist eine US-amerikanische Schauspielerin.

## Leben
Terra Jole ist eine kleinwüchsige Schauspielerin, die ihr Schauspieldebüt in dem Kurzfilm My First Day feierte. Anschließend wirkte sie im Jahr 2004 in dem Fantasy-Drama Tales from Beyond mit. Im Jahr 2009 sah man sie als Leanne in der Filmkomödie Midgets Vs. Mascots. In der Parodie The Hungover Games spielte Terra Jole die Rolle des Teddy, der dem Teddybären aus dem Film Ted nachempfunden wurde.

## Filmografie
- 2001: My First Day (Kurzfilm)
- 2004: Tales from Beyond
- 2008: CSI – Den Tätern auf der Spur (CSI: Crime Scene Investigation, Fernsehserie, Episode 8x14)
- 2009: Midgets Vs. Mascots
- 2010: Jackass 3D
- 2014: The Hungover Games
- seit 2014: Little Women: LA (Reality-Show)

## Bücher
- 2017: Fierce at Four Foot Two